# Pomocno
Pomocno – wieś w Polsce położona w województwie wielkopolskim, w powiecie rawickim, w gminie Pakosław.

## Historia
Miejscowość pierwotnie związana była z Wielkopolską. Po raz pierwszy wymieniana w archiwalnym dokumencie z 1581 pod obecną nazwą Pomocno. Miejscowość być może ma metrykę wcześniejszą. Historycy nie są pewni czy odnotowany w 1375 Tomisław Pomoczno, żupca na roczku ziemskim nie pochodził ze wsi Pomocno.
W XVI wieku wieś leżała w parafii Dupin w powiecie kościańskim Korony Królestwa Polskiego. W 1581 pobór podatkowy z Dupina i Pomocna miał zapłacić Stanisław Zakrzewski sive Kawecki. 
W wyniku II rozbioru Rzeczypospolitej w 1793, miejscowość przeszła w posiadanie Prus i jak cała Wielkopolska znalazła się w zaborze pruskim. W okresie Wielkiego Księstwa Poznańskiego (1815-1848) miejscowość należała do wsi większych w ówczesnym pruskim powiecie Kröben (krobskim) w rejencji poznańskiej. Pomocno należało do okręgu jutroszyńskiego tego powiatu i stanowiło część majątku Osiek, którego właścicielem była wówczas (1846) Szołdrska (z Grudzińskich). Według spisu urzędowego z 1837 roku wieś liczyła 193 mieszkańców, którzy zamieszkiwali 22 dymy (domostwa). W skład majątku Osiek wchodziły wówczas także: folwark Zielonydąb (10 osób w jednym domu) oraz Zaorle (23 domy, 229 osób).
W 1887 miejscowość odwzorowana została na mapie Perthéesa pod nazwą Pomocne. W opisie zanotowana jako wieś o 25 dymach i 214 mieszkańcach.
W latach 1975–1998 miejscowość administracyjnie należała do województwa leszczyńskiego.